# 泸沽粘体虫
泸沽粘体虫（学名：Myxosoma luguensis）为粘体科粘体虫属的动物。在中国，分布于四川等，营寄生生活，寄生在四川裂腹鱼的鳃。